# Elphos brabanti
Elphos brabanti är en fjärilsart som beskrevs av Thierry-mieg 1893. Elphos brabanti ingår i släktet Elphos och familjen mätare. Inga underarter finns listade i Catalogue of Life.